# Диссинергия
Диссинергия — снижение эффективности функционирования системы в результате негативного воздействия друг на друга входящих в неё элементов.
В экономике: ухудшение финансово-экономических показателей компании после слияния или поглощения в результате превышения издержек интеграции над возможными синергетическими эффектами объединения.
Диссинергия может быть связана с издержками, вызванными необходимостью адаптации объединяемых компаний к функционированию в
составе интегрированной структуры, а также быть следствием снижения управляемости более сложной системой.
В медицине: хроническое заболевание, связанное с поражением мозжечка. Выражается в нарушении координации движений, треморе, неустойчивой шаткой походке, речевых расстройствах, на поздних стадиях возможны эпилептические припадки.